# Zalantun
Zalantun (扎兰屯市S, ZhālántúnP) è una città-contea della Mongolia Interna, regione autonoma della Cina. Essa è amministrata dalla prefettura di Hulunbuir.